# ليزا إيفانز
ليزا إيفانز (بالإنجليزية: Lisa Evans)‏ (و. 1992  م) هي لاعبة كرة قدم، من المملكة المتحدة، ولدت في بيرث، تلعب كمُهَاجِمَة.

## روابط خارجية
- ليزا إيفانز على موقع الاتحاد الدولي (مؤرشف)  (الإنجليزية)
- ليزا إيفانز على موقع الاتحاد الأوربي (الإنجليزية)
- ليزا إيفانز على موقع الاتحاد الإسكتلندي (الإنجليزية)
- ليزا إيفانز على موقع قاعدة بيانات كرة القدم.إي يو (الإنجليزية)
- ليزا إيفانز على موقع Soccerway.com (الإنجليزية)
- ليزا إيفانز على موقع عالم كرة القدم.نت (الإنجليزية)